# Serge Meyer
Serge Meyer, né le 14 octobre 1976 à Lyss, est un joueur professionnel suisse de hockey sur glace.

## Profil
Gaucher, il joue au poste de défenseur et porte le numéro de maillot 43.

## Carrière en club
- 1991-1993 SC Lyss (LNB)
- 1993-1996 HC Bienne (Junior Elite)
- 1996-2008 HC Bienne (LNB)
- 2008-2010 HC Bienne (LNA) et SC Langenthal (LNB)
- 2010-2011 SC Langenthal (LNB)

## Palmarès
- Champion Suisse LNB 2004, 2006, 2007 et 2008 avec le HC Bienne
- Promotion en LNA en 2008 avec le HC Bienne